# Rhipidia (Rhipidia) aphrodite
Rhipidia (Rhipidia) aphrodite is een tweevleugelige uit de familie steltmuggen (Limoniidae). De soort komt voor in het Neotropisch gebied.